# Răspăr
Răspărul (Gymnocephalus schraetser) este o specie de pește exclusiv de apă curgătoare, care preferă apele lente de la câmpie, dar ajunge și la deal. Locurile favorite sunt cele cu fund nisipos. 
Este o specie cu areal geografic european limitat la bazinul Dunării și râul Kamcia (estul Bulgariei). În România este relativ frecvent pe tot traseul Dunării și rar în râurile din vestul țării (Crișuri, Someș, Mureș) precum și la gurile Prutului și Siretului. 

## Descriere
Are corpul alungit cu fruntea aplatizată dându-i aspect de cioc de gâscă. Solzii mărunți sunt brun-deschis la culoare, cu frumoase irizații aurii. Partea dorsală și flancurile sunt galbene, cea ventrală aproape albă. Pe jumătatea dorsală a corpului se întind trei dungi longitudinale negru-albăstrui, subțiri și bine delimitate. Înotătoarele sunt de culoarea corpului, dorsal are două, prima cu radii țepoase și punctată cu negru. Greu de confundat cu speciile înrudite datorită desenului longitudinal. Atinge maturitatea sexuală la vârsta de 2–3 ani și 12–16 cm (lungimea standard). Se reproduce în perioada aprilie–mai întreprinzând migrații în susul râurilor pe distanțe mici în grupuri foarte numeroase spre locurile de depunere. Fiecare femelă depune icrele în prezența mai multor masculi, pe substrat tare, în curent, sub formă de benzi. 
În primii 2-3 ani de viață, răspărul este mai degrabă pașnic, hrănindu-se cu râme, viermișori și, din când în când, cu câte un peștișor. Odată depășită această fază a vieții devine prădător, vânând în haită, alături de numeroase exemplare de aceeași talie. La maturitate devine singuratic. Se hrănește, la fel ca și ghiborțul, cu nevertebrate bentonice (care trăiesc pe fundul apei). În afară de insecte, larve de insecte, râme, raci, melci și scoici, mănâncă icre și puiet de pește, cu predilecție icrele șalăului și ale crapului și în general puietul tuturor speciilor pașnice de pești. 